# Vetenskapsåret 2003

## Händelser

### Arkeologi
- Februari, En studie visar att de första primaterna, den ordning människan tillhör, levde på dinosauriernas tid 85 miljoner år tidigare.[1]
- April - De sydafrikanska fossilerna av förmänniskan australopithecus africanus visar sig vara fyra miljoner år gamla, en miljon år äldre än man tidigare trott.[1]
- 6 april - En 5 000 år gammal gravplats hittas i Sakkara, Egypten och blir den äldsta insvepta mumie som hittats.[1]
- Maj - Ett romerskt handelsskepp som sjönk på Rhenfloden runt år 180 upptäcks i Nederländerna.[1]
- Juni
  - I Etiopien hittar ett internationellt forskarteam hittar de dittills äldsta homo sapiens-fossilerna, sju människor som levde 160 000 år tidigare vilket fyller en lucka i människans förhistoria, eftersom forskare menar att människan som art uppstod i Afrika omkring 170 000 år tidigare.[1]
  - En hittills okänd civilisation har upptäckts i Nicaragua där spanska arkeologer vid Atlantkusten grävt fram en 2 700 år gammal stad vid byn El Cascade Flor de Pino.[1]
- 29 juni - En 12 meter lång gelattliknande[förtydliga] köttmassa flyter i land vid Chiles kust. Marinbiologer enas om att det är en förruttnad del av en jättebläckfisk och lihet med den som 1896 spolades upp vid Floridas kust i USA påpekas.[1]
- Juli
  - En nästan 2 000 år gammal metalldosa grävs fram vid utgrävningar i London, England, Storbritannien.[1]
  - Vid utgrävningar vid Södra Råda kyrka i Sverige från början av 1300-talet, som förstördes i en brand natten till 12 november 2001, hittas en ännu äldre kyrka.[1]
- Augusti - Arkeologer upptäcker målade skelettdelar på den svenska ön Orust.[1]
- September - En 158 kilo ting meteorit hittas vid Kitkiöjärvi i Sverige.[1]

### Antropologi
- 13 mars, 350 000 år gamla fotavtryck av upprättgående människor i Italien rapporteras.

### Astronomiochrymdfart
- 22 januari - Jorden tar emot den sista svaga signalen av rymdsonden Pioneer 10, som varit på väg sedan 1972 och blev den första rymdsonden som lämnade Solsystemet.[1]
- 1 februari - Den amerikanska rymdfärjan Columbia havererar på 63 kilometers över Texas under hemresan till Jorden, som går sex gånger snabbare än ljudets hastighet. Olyckan sker två minuter för landning vid Kennedy Space Center i Florida, och fem män och två kvinnor omkommer.[1]
- 7 februari - Ett sista försök att kontakta rymdsonden Pioneer 10 görs men avståndet på 1,2 miljarder mil från Jorden är för stort.[1]

Planeten Mars, augusti 2003.

- Mars - Astronomer noterar den kallaste temperatur som någonsin noterats i rymden, - 272 °C vid utslocknade stjärnan Boomerang Nebula. Vindstyrkan är 500 000 kilometer i timmen, och kylan beror på vindar av ultrakall gas som trycks ut från Boomerang Nebula.[1]
- 26 april – Första rymdfärden sedan Columbia havererade då ryska Sojuzraketen startar på Kazakstans slätter. Inuti finns två kosmonauter, som skall avlösa besättningen på ISS.[1]
- 25 augusti – Planeten Mars befinner sig i opposition och närmast Jorden  sedan 57 617 f.Kr., på ett avstånd av 55 758 006 kilometer[2]
- 28 september - Svenska månsatelliten Smart 1 skjuts iväg från Franska Guyana med en Arianeraket. Satelliten testar en motor driven med ädelgasen xenon.[1]
- 16 oktober - Kinas första bemannade rymdfarkost, Shenzou 5 med taikonauten Yamng Lewi, landar efter 21 timmar.[3]
- 26 oktober - Genom NASA:s fotograferingar upptäcks flera stora solfläckar. De kommande elva dagarna blir solfläckarna rekordstora sedan man 25 år tidigare började mäta med satellit.[3]
- 25 december - Rymdsonden Mars Express går i bana runt planeten Mars.[3]

### Medicin
- Januari
  - Den dittills största undersökningen om alkoholens inverkan på risken för hjärtinfarkt publiceras i USA.[1]
  - Kvinnor som bär slöja i solfattiga Norden riskerar enligt läkare vid Karolinska institutet i Huddinge kommun, Sverige att få Engelska sjukan.[1]
- Maj - Ett brittiskt forskarlag slår fast att fisken känner smärta då den fångas på kroken.[1]
- 22 september - Bill Gates skänker motsvarande en miljard SEK till malariaforskning.[1]

## Pristagare
- Abelpriset: Jean-Pierre Serre
- Bigsbymedaljen: Paul Nicholas Pearson [4]
- Copleymedaljen: John Gurdon
- Davymedaljen: Roger Parsons
- Gad Rausings pris för framstående humanistisk forskargärning: Professor Einar Niemi, Universitetet i Tromsø
- Göran Gustafssonpriset:
  - Molekylär biologi: Thomas Nyström
  - Fysik: Fredrik Laurell
  - Kemi: Mikael Oliveberg
  - Matematik: Sergei Merkulov
  - Medicin: Patrik Rorsman
- Ingenjörsvetenskapsakademien utdelar Stora guldmedaljen till Sverker Sjöström
- Nobelpriset:[5]
  - Fysik: Alexej A. Abrikosov, Vitalij L. Ginzburg och Anthony J. Leggett
  - Kemi: Peter Agre och Roderick MacKinnon
  - Fysiologi/Medicin: Paul C. Lauterbur och Peter Mansfield
- Steelepriset: Ronald Jensen, Michael Morley, John Garnett, Ronald Graham och Victor Guillemin
- Sylvestermedaljen: Lennart Carleson
- Turingpriset: Alan Kay
- Wollastonmedaljen: Ikuo Kushiro [6]

## Avlidna
- 20 april – Bernard Katz, 92, brittisk nobelpristagare.
- 28 maj – Ilya Prigogine, 86, belgisk kemist och fysiker, nobelpristagare.
- 4 augusti – Frederick C. Robbins, 86, amerikansk nobelpristagare.
- 13 oktober – Bertram N. Brockhouse, 85, kanadensisk fysiker, nobelpristagare.

### Fotnoter
1. 1 2 3 4 5 6 7 8 9 10 11 12 13 14 15 16 17 18 19 20 21   När Var Hur 2004. DN
2. ↑  ”Arkiverade kopian”. Arkiverad från originalet den 27 augusti 2011. https://web.archive.org/web/20110827190423/http://www.ottawaweb.ca/starrynights/vol07.html. Läst 27 oktober 2011.
3. 1 2 3   När Var Hur 2005. DN
4. ↑  ”Geological Society”. Arkiverad från originalet den 5 juni 2011. https://web.archive.org/web/20110605101836/http://www.geolsoc.org.uk/gsl/society/history/page753.html. Läst 13 april 2011.
5. ↑  ”Nobelpriset”. http://nobelprize.org/nobel_prizes/lists/all/index.html. Läst 10 april 2011.
6. ↑  ”Geological Society”. Arkiverad från originalet den 5 juni 2011. https://web.archive.org/web/20110605102217/http://www.geolsoc.org.uk/gsl/society/history/page750.html. Läst 14 april 2011.